# Connantray-Vaurefroy
Connantray-Vaurefroy é uma comuna francesa na região administrativa do Grande Leste, no departamento de Marne. Estende-se por uma área de 28.83 km², e possui 150 habitantes, segundo o censo de 2018, com uma densidade de 5.2 hab/km².